# Número d'identificació fiscal
El número d'identificació fiscal (NIF) és el sistema d'identificació tributària utilitzada a l'Estat Espanyol per a les persones físiques (amb document nacional d'identitat (DNI) o número d'identificació d'estranger (NIE) assignats pel Ministeri de l'Interior d'Espanya) i les persones jurídiques. L'antecedent del NIF és el CIF, utilitzat en persones jurídiques. El Reial decret 338/1990, de 9 de març regula la composició i la forma d'utilització del NIF, fins a l'entrada en vigor al gener de 2008 del Reial decret 1065/2007, de 27 de juliol.

## Identificació tributària
La identificació tributària és un codi únic, generalment de caràcter alfanumèric, utilitzat per tal de poder identificar inequívocament tota persona natural o jurídica susceptible de tributar, assignat a aquestes pels Estats, amb què confeccionen el registre o cens de les mateixes, per a efectes administratiu-tributaris.

## Càlcul de la lletra a partir del número d'identitat
Aquest procediment és vàlid per als DNI normals (començats amb un número i acabats amb una lletra) i per als NIE, que sempre comencen amb X, Y o Z i acaben en lletra. Per als DNI especials (començats amb K, L o M) el càlcul del dígit de control és el mateix que el dels NIF.
Només hi ha 23 lletres possibles: 
```
 A B C D E F G H J K L M N P Q R S T V W X Y Z 
```

Per fer el càlcul algorítmic només cal dividir el número de DNI (document d'identitat) per 23 tot prescindint dels decimals.
En el cas dels NIE, per fer aquest càlcul es prenen els 7 dígits numèrics precedits d'un 0 si comença en X, un 1 si comença en Y i un 2 si comença amb Z.
El número resultant cal multiplicar-lo per 23 i restar-lo del DNI.
El número resultat serà entre 0 i 22 (és el residu de dividir el DNI entre 23). Ara només cal aplicar la següent taula per triar la lletra:
```
0T 1R 2W 3A 4G 5M 6Y 7F 8P 9D 10X 11B 12N 13J 14Z 15S 16Q 17V 18H 19L 20C 21K 22E 
```

## Càlcul del dígit de control a partir d'altres números d'identitat
Els CIF i els DNI especials comencen per una lletra, que és un codi indicatiu: del tipus de persona jurídica en el primer cas i del tipus de DNI especial en el segon.
Segueixen 7 xifres numèriques. En els CIF les dues primeres indiquen la província i les 5 restants s'assignen correlativament. En els DNI especials totes set són correlatives.
El darrer dígit (posició 9) és el dígit de control, que pot ser una lletra o un nombre:
- Serà una LLETRA en els DNI especials.
- Serà una LLETRA en els NIF si la clau d'entitat és K, Q o S.
- Serà un NOMBRE en els NIF si l'entitat és A, B, I o H.
- Per als NIF amb altres claus d'entitat: el dígit podrà ser tant nombre com lletra.

Les operacions per calcular el dígit de control es realitzen sobre els set dígits centrals i són les següents:
1. Es sumen els dígits de la posicions parelles. Suma = (a)
2. Cadascun dels dígits de les posicions senars es multiplica per 2 i es sumen els dígits del resultat.
Ex.: si el primer dígit és 8: 	 8 * 2 = 16 → 1 + 6 = 7
3. Es sumen les xifres obtingudes en les operacions realitzades sobre les posicions senars. D'aquesta suma en direm (b)
4. Es sumen (a) + (b) = (c)
5. Es pren només el dígit de les unitats de (c), que anomenarem (d)
6. Restarem (d) a 10: 10-(d) i prenem el dígit de les unitats, que anomenarem (e)
7. A partir de (e) ja s'obté el dígit de control. Si ha de ser numèric és directament (e) i si es tracta d'una lletra es correspon amb la relació:
0 =J, 1 = A, 2 = B, 3 = C, 4 = D, 5 = I, 6 = F, 7 = G, 8 = H, 9 = I

Exemple per al NIF B58818501
Utilitzem els set dígits centrals = 5881850
- Sumem els dígits parells: (a) = 8 + 1 + 5 = 14
- Posicions senars:

5 * 2 = 10 → 1 + 0 = 1
8 * 2 = 16 → 1 + 6 = 7
8 * 2 = 16 → 1 + 6 = 7
0 * 2 = 0 → = 0
- Sumem els resultats: (b) = 1 + 7 + 7 + 0 = 15
- Suma parcial: (c) = (a) + (b) = 14 + 15 = 29
- El dígit de les unitats de (c) és 9.
- Com que és diferent de 0, el restem a 10 i ens dona: (e) = 10 - 9 = 1
- Si el dígit de control ha de ser un nombre és 1. Aquest és el cas, ja que comença amb B. Si hagués de ser una lletra seria la "A"